# 岩戶町 (新宿區)
岩戶町（日语：／ Iwatochō */?）是東京都新宿區的町名。未實施住居表示。2013年8月1日為止的人口有541人。郵遞區號為162-0832。

## 地理
位於新宿區東北部。北臨神樂坂，東接袋町，東南連北町，南通箪笥町，西鄰橫寺町。大久保通通過町內中央。大久保通旁高樓林立。其他為住宅區。

## 歷史
延寶年間，此地為留守居與力的宅地，部分屬牛込肴町，之後收歸為火除地。1797年（寛政9年）大火後，此地成為深川六間堀町的代地，翌年定名為深川六間堀町代地牛込岩戶町一、二丁目。1869年（明治2年）廢除丁目，二丁目與一丁目一部分、牛込肴町飛地、部分正法寺寺地與周邊土地合併。1911年（明治44年）去除牛込冠稱，沿續至今。

### 地名由來
傳聞是搭配相鄰的神樂坂，以天鈿女命所跳的神樂「天岩戶」命名。

## 交通
町域内有都營地下鐵大江戶線牛込神樂坂站出入口。

## 設施
- 法正寺

## 備註
1. ↑  『角川日本地名大辞典 13　東京都』、角川書店、1991年再版、P872
2. ↑  .   [2013-08-09]. （原始内容存档于2014-08-19）.

## 外部連結
- 新宿區役所 （页面存档备份，存于）